# Chanthachone Thinolath
Chanthachone Thinolath (* 5. Februar 1999) ist ein laotischer Fußballspieler.

## Karriere
Chanthachone Thinolath stand bis Ende 2018 beim Lao Police FC unter Vertrag. Der Verein aus der laotischen Hauptstadt Vientiane spielte in der ersten Liga, der Lao Premier League. 2019 wechselte er nach Thailand. Hier schloss er sich dem Rayong FC an. Der Verein aus Rayong spielte in der zweiten Liga des Landes, der Thai League 2. Mitte 2019 kehrte er wieder in sein Heimatland zurück. In Laos unterschrieb er einen Vertrag beim Erstligisten Young Elephants FC in Vientiane. Sein Erstligadebüt für die Young Elefants gab er am 11. Juli 2020 im Heimspiel gegen den Ezra FC. Für die Elefants absolvierte er zehn Erstligaspiele. Am 1. Januar 2021 unterschrieb er einen Vertrag beim Ligakonkurrenten Viengchanh FC. Für den Hauptstadtverein stande er 2021 dreimal in der ersten Liga auf dem Spielfeld. Im Januar 2022 wechselte er zum ebenfalls in der ersten Liga spielenden Lao Army FC.